# قشلاق حضرت قلی ابوالحسن
قشلاق حضرت قلی ابوالحسن یک روستا در ایران است که در استان اردبیل واقع شده‌است. قشلاق حضرت قلی ابوالحسن ۱۶ نفر جمعیت دارد.